# Holographis
- Commons
- Wikispecies

Holographis Nees, segundo o Sistema APG II, é um gênero botânico da família Acanthaceae, encontrado na região árida do México.

## Sinonímia
- Berginia Harv.
- Lundellia Leonard
- Pringleophytum A.Gray

## Espécies
| - Holographis anisophylla - Holographis argyrea - Holographis caput-medusae - Holographis cuicatlanensis - Holographis ehrenbergiana - Holographis hintonii - Holographis ilicifolia - Holographis leticiana - Holographis pallida | - Holographis parayana - Holographis peloria - Holographis pueblensis - Holographis tamaulipica - Holographis tolantongensis - Holographis velutifolia - Holographis virgata - Holographis websteri |

- «Lista das espécies»

## Nome e referências
Holographis C.G.D. Nees , Alph. de Candolle, 1847

## Classificação do gênero
| Sistema | Classificação                       | Referência            |
| ------- | ----------------------------------- | --------------------- |
| APG II  | Ordem Lamiales, família Acanthaceae | APweb, versão 9, 2008 |